# Tecnologia del DNA ricombinante
La tecnologia del DNA ricombinante rientra nelle tecniche utilizzate in biologia molecolare e/o genetica molecolare per manipolare molecole di acidi nucleici, fondamentalmente il DNA. Viene frequentemente sovrapposta al concetto generico di ingegneria genetica.
Essa fa uso di una vasta gamma di tecniche e molecole, ed utilizza largamente tre classi di enzimi:
- Le Dna polimerasi, enzimi capaci di aumentare la quantità di acidi nucleici in un campione biologico. Questo enzima, insieme a molecole di innesco (primers) permette di procedere con la reazione a catena della polimerasi (PCR), tecnica di laboratorio per ottenere milioni di copie di una stessa sequenza bersaglio in poco tempo.

- Le DNA ligasi, enzimi che permettono la formazione di un legame fosfodiesterico tra le molecole dello scheletro del DNA, ottenendo nuovi acidi nucleici con inserite sequenze differenti da quelle originarie;
- gli enzimi di restrizione che riconoscono e  tagliano il DNA in siti specifici, spesso sequenze palindromiche, creando estremità sfalsate (o adesive) o estremità piatte.

La tecnologia sfrutta la capacità degli enzimi di restrizione di creare tagli in siti specifici, e quindi due o più molecole trattate con lo stesso enzima avranno lo stesso tipo di estremità, e inoltre di poter legare le stesse anche se provenienti da organismi diversi.
Questa potenzialità è stata sfruttata per clonare il DNA su larga scala, facendo uso di vettori ingegnerizzati, come BAC, YAC, cosmidi, batteriofagi, e quindi poter creare librerie di cloni che hanno permesso, nel corso degli anni, di fare studi approfonditi sui geni e sul genoma intero di molti organismi.
Inoltre è la tecnologia che sta alla base della terapia genica.